# 부일교통 (경남)
부일교통(釜一交通)은 경상남도 진주시의 시내버스 업체이다. 2012년 5월 1일 자로 면허를 부여 받고 대한여객과 영화여객의 진주 시내 사업부를 통합하여 운행하고 있다. 부산교통의 자회사이다.

## 차고지
- 경상남도 진주시 남강로 30 (판문동) (진양호 차고지: 121, 122, 123, 124, 125, 126, 131, 132, 133, 200, 240, 241, 250, 251, 260, 261, 271, 272, 280, 281, 282, 290, 291, 292, 293, 294, 295번 관할)

## 연혁
- 1996년 1월: 대한여객, 영화여객이 진주 시내버스 운행에 참여
- 2012년 5월: 대한여객, 영화여객의 진주 시내 사업부를 통합하여 부일교통으로 운행

## 운행 노선
시내/순환 노선에는 모두 타 업체와 함께 공동 배차에 참여하고 있으며, 부산교통, 삼성교통, 진주시민버스와 함께 1달 간격으로 순환하면서 배차에 참여하고 있다.

## 운행 지역
- 진주시 (집현/미천면을 제외한 전 읍ㆍ면)

## 보유 차량
- E-에어로타운
- 뉴 슈퍼 에어로시티
- 저상 뉴 슈퍼 에어로시티
- 현대 일렉시티